# Pražská deklarace
Pražská deklarace o evropském svědomí a komunismu je prohlášení, které v roce 2008 iniciovala česká vláda, podepsané 3. června téhož roku.

## Signatáři
Deklaraci podepsali významní evropští politici, bývalí političtí vězni a historikové. Mezi nejvýznamnějšími signatáři byli bývalý český prezident Václav Havel a budoucí německý prezident Joachim Gauck. Korespondenčně Konferenci o svědomí Evropy a komunismu svými dopisy podpořili také francouzský prezident Nicolas Sarkozy, Lady Margaret Thatcherová, kanadský ministr zahraničí Jasona Kenneyho a bývalý poradce pro národní bezpečnost USA Zbigniew Brzezinski.
Deklarace je výzvou za "celoevropské odsouzení a osvětu o zločinech komunismu."  Velká část obsahu deklarace reprodukovala požadavky formulované Evropskou lidovou stranou v roce 2004 a silně čerpá z teorie či koncepce totalitarismu. 

## Konference
Deklarace završila mezinárodní konferenci Svědomí Evropy a komunismus, která se konala v Senátu ČR 2. a 3. června 2008. Akci pořádal Senátní výbor pro vzdělávání, vědu, kulturu, lidská práva a petice, pod záštitou Alexandra Vondry, místopředsedy vlády ČR pro evropské záležitosti. Organizace se ujala europoslankyně Jana Hybášková a senátor Martin Mejstřík ve spolupráci s Úřadem vlády ČR, Ústavem pro studium totalitních režimů a Nadací Roberta Schumana Evropské lidové strany.

## Signatáři
Mezi zakládajícími signatáři byli:

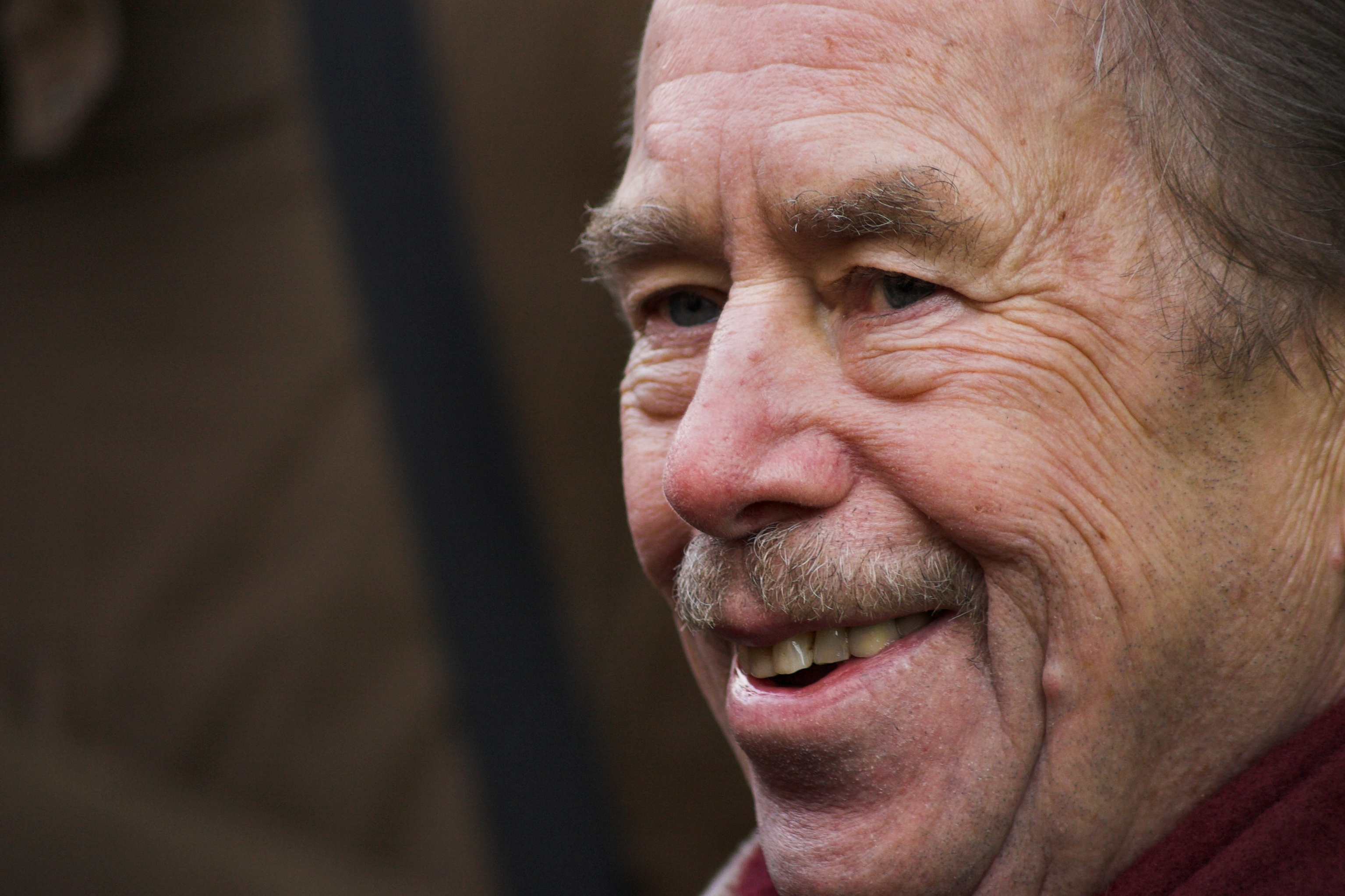
Zakládající signatář Václav Havel, bývalý prezident Československa a České republiky, který byl také jedním z iniciátorů Charty 77.

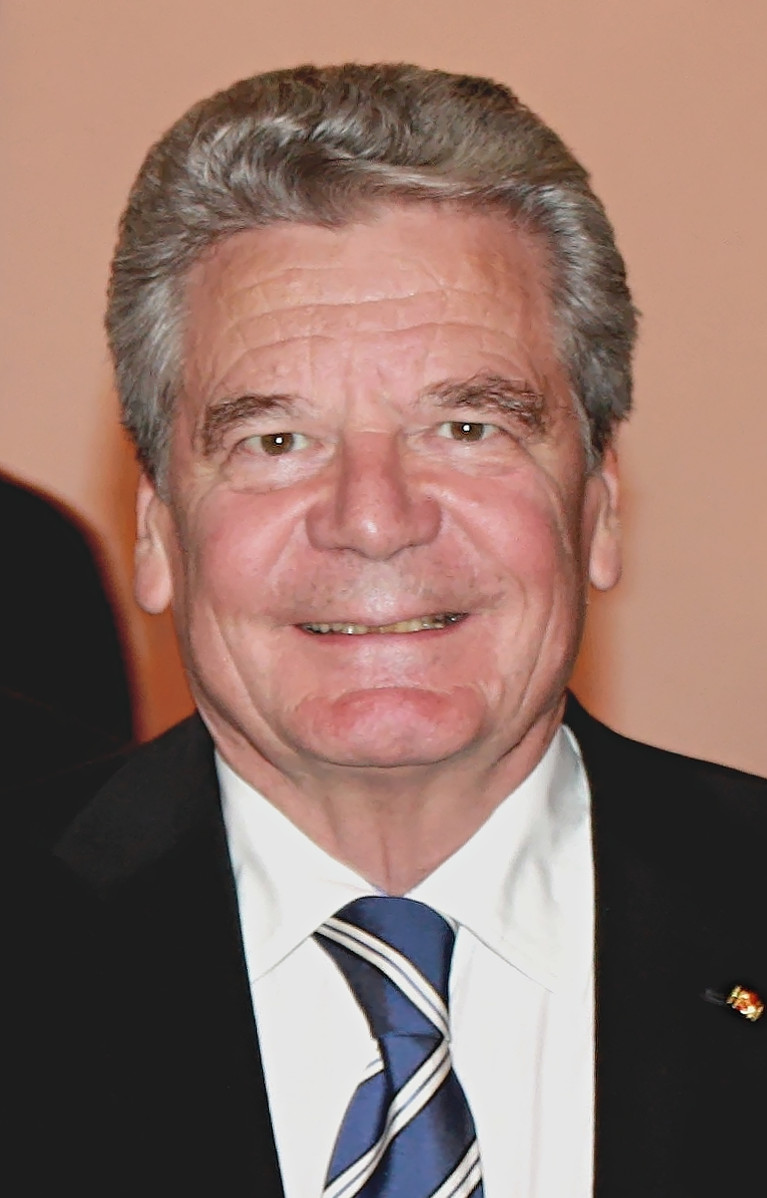
Zakládající signatář Joachim Gauck, pozdější spolkový prezident.

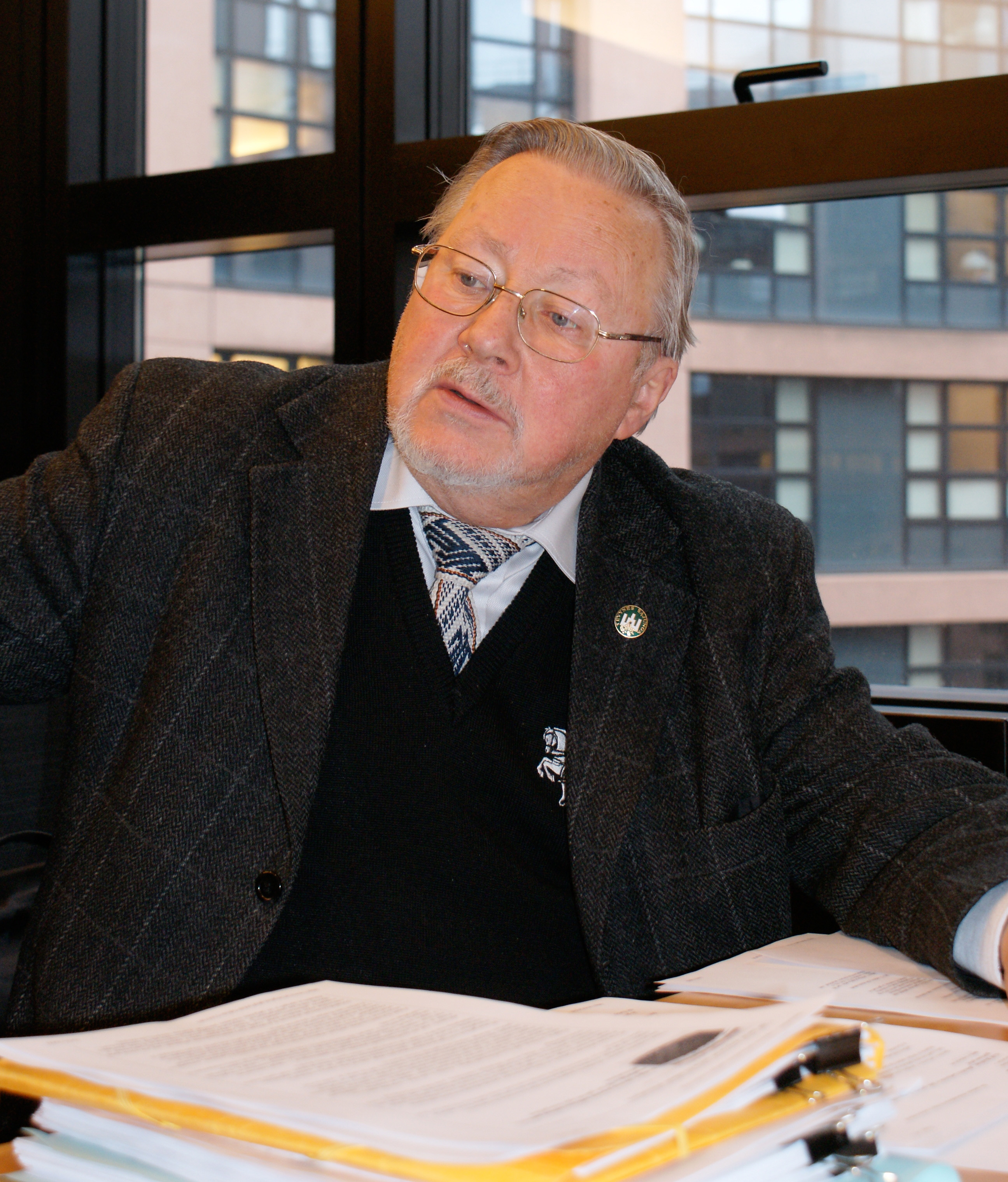
Zakládající signatář Vytautas Landsbergis, první hlava státu Litvy po osvobození od sovětské komunistické okupace.

- Václav Havel, bývalý disident a prezident Československa a prezident České republiky, signatář Charty 77
- Joachim Gauck, bývalý federální komisař pro Stasi Records a úřadující prezident Německa (2012-17), Německo
- Göran Lindblad, místopředseda Parlamentního shromáždění Rady Evropy, poslanec, Švédsko
- Vytautas Landsbergis, poslanec Evropského parlamentu, bývalý disident a hlava litevského státu
- Jana Hybášková, poslankyně Evropského parlamentu, Česko (od roku 2011 velvyslankyně Evropské unie v Iráku)
- Christopher Beazley, poslanec Evropského parlamentu, Spojené království
- Tunne Kelam, poslanec Evropského parlamentu, bývalý disident, Estonsko
- Jiří Liška, senátor, místopředseda Senátu Parlamentu ČR
- Martin Mejstřík, český senátor
- Jaromír Štětina, český senátor
- Emanuelis Zingeris, člen parlamentu, předseda Mezinárodní komise pro posuzování zločinů nacistického a sovětského okupačního režimu v Litvě, bývalý čestný předseda Litevské židovské obce
- Tseten Samdup Čchoekjapa, zástupce dalajlámy pro střední a východní Evropu a vedoucí Ženevského úřadu pro Tibet
- Ivonka Survilla, předsedkyně exilové vlády Běloruska, Kanada
- Zjanon Pazňak, bývalý předseda Běloruské lidové fronty, předseda Křesťanské konzervativní strany Běloruské lidové fronty, USA
- Růžena Krásná, bývalá politická vězeňkyně, politička, Česko
- Jiří Stránský, bývalý politický vězeň, spisovatel, bývalý předseda PEN klubu, Česko
- Václav Vaško, bývalý politický vězeň, diplomat, katolický aktivista, Česko
- Alexandr Podrabinek, bývalý disident a politický vězeň, novinář, Rusko
- Pavel Žáček, ředitel Ústavu pro studium totalitních režimů, Česko
- Miroslav Lehký, zástupce ředitele Ústavu pro studium totalitních režimů, signatář Charty 77, Česko
- Łukasz Kamiński, zástupce ředitele Institutu národní paměti (IPN), Polsko (od roku 2011 prezident IPN)
- Michael Kißener, profesor historie na Univerzitě Johanna Gutenberga v Mohuči, Německo
- Eduard Stehlík, historik, zástupce ředitele Vojenského historického ústavu, Česko
- Karel Straka, historik, Vojenský historický ústav, Česko
- Jan Urban, novinář, Česko
- Jaroslav Hutka, bývalý disident, textař, signatář Charty 77, Česko
- Lukáš Pachta, politolog a spisovatel, Česko

Deklaraci následně podepsalo také přibližně 50 členů Evropského parlamentu a další politici z celého světa, např. Els de Groen, Ģirts Valdis Kristovskis, György Schöpflin, Gisela Kallenbachová, Eugenijus Gentvilas, Michael Gahler, Zuzana Roithová, Inese Vaidereová, Hans-Josef Fell, Nikolaj Mladenov, József Szájer, Peter Šťastný, Ari Vatanen, Wojciech Roszkowski, László Tőkés, Charlotte Cederschiöldová, László Surján a Milan Zver. 
Deklaraci také podepsali Lee Edwards (předseda nadace Památník obětem komunismu), Asparuch Panov (viceprezident Liberální internacionály), básnířka a aktivistka za občanská práva Natalja Gorbaněvskaja, filozof André Glucksmann a bývalý jugoslávský disident Ljubo Sirc. 

## Důsledky
Po jejím vyhlášení došlo v souvislosti s otázkami nastolenými v Pražské deklaraci k řadě politických událostí.  Tento vývoj byl označen jako „Pražský proces“ skupinou pro smíření evropských dějin, uskupením všech stran v Evropském parlamentu, které předsedá Sandra Kalniete  a historička Laure Neumayerová. 